# キャラリートキッズ
キャラリートキッズ（きゃらりーときっず）はバンダイから発売されている玩具シリーズ。

## 概要
主に東映アニメーションが制作しているアニメ作品のうち、女児向けのアニメシリーズに登場するキャラクター（特にキャラクターが変身するものが多い）のコスチュームをそのまま再現した子ども用コスプレグッズ。
シリーズ開始以前から「スーパーなりきりシリーズ」として発売されているが、2000年に当シリーズ名で『美少女戦士セーラームーンシリーズ』のセーラームーン版を発売。以降数多くのキャラクターが出され、現在は主に「プリキュアシリーズ」に登場するキャラクターを販売、2015年の『Go!プリンセスプリキュア』からは変身プリチュームの名称で販売している。
子ども用ながら東映のライセンス商品であるため実際のキャラクターが着用しているコスチュームに対し非常に高い再現度で制作されている。

## 販売形態
内容
基本的に衣装本体の他にキャラクターが着用しているアクセサリーが全てついている。ただし、ブーツについてはブーツカバーになっており、ふくらはぎのところに履いた状態で靴を履くことで再現している。また、変身アイテムや一部アクセサリーなど別口で販売されているものに関しても商品に入っていない。
- 例としてドラマ版セーラームーンにはワンピース・チョーカー・手袋・ブーツカバーが入っているが、ティアラやイヤリングは別のおもちゃに入っているため含まれず、また胸のリボンのブローチに関しても本物同様ハート形ブローチと他の戦士同様丸い宝石型ブローチの2通りが販売されている。

一部商品ではサイズ違いが存在する。
販売店
全国の玩具店などで購入可能だが、一部キャラクターに関しては「トイザらス限定販売」としてトイザらス店頭またはネット販売のみで購入可能。
同様のパターンでは『キラキラ☆プリキュアアラモード』のキュアショコラの変身プリチュームセットがプレミアムバンダイ専売で販売されていた。

## ラインナップ
★印がついているものはトイザらス専売。

### セーラームーンシリーズ
美少女戦士セーラームーン（テレビアニメ版）
- セーラームーンDX

美少女戦士セーラームーンSuperS
- スーパーセーラームーン（スーパーなりきりシリーズ）
- スーパーちびムーン（スーパーなりきりシリーズ）
- スーパーセーラームーン
- スーパーセーラーちびムーン
- セレニティ

美少女戦士セーラームーン（ミュージカル版）
- セーラームーン（ミュージカル仕様）

美少女戦士セーラームーン (テレビドラマ版)
- NEWセーラームーン
- NEWセーラーマーキュリー★
- NEWセーラーマーズ★
- NEWセーラージュピター★
- NEWセーラーヴィーナス

それぞれドラマ版仕様のコスチューム（セーラームーンのリボンが赤→ピンク、セーラーマーキュリーの衣装がノースリーブなど）に変更されている。
- セーラールナ
- プリンセスセーラームーン

### プリキュアシリーズ
ふたりはプリキュア
- キュアブラック
- キュアホワイト
- ベローネ学園制服

ふたりはプリキュア Max Heart
- NEWキュアブラック
- NEWキュアホワイト

どちらもMax Heart仕様（主にキュアブラックがトップス&スカートのツーピースから一体型ワンピースに）に変更
- シャイニールミナス

ふたりはプリキュア Splash Star
- キュアブルーム
- キュアイーグレット
- キュアブライト
- キュアウィンディ

Yes!プリキュア5
- キュアドリーム
- キュアルージュ★
- キュアレモネード
- キュアミント★
- キュアアクア

Yes!プリキュア5GoGo!
- NEWキュアドリーム
- NEWキュアレモネード
- NEWキュアミント
- NEWキュアアクア

全てGo Go!仕様（各コスチュームからワンピース&ジャケット）に変更
- ミルキィローズ

フレッシュプリキュア!
- キュアピーチ
- キュアベリー
- キュアパイン
- キュアパッション

ハートキャッチプリキュア!
- キュアブロッサム
- キュアマリン
- キュアサンシャイン
- キュアムーンライト

スイートプリキュア♪
- キュアメロディ
- キュアリズム
- キュアビート
- キュアミューズ

スマイルプリキュア!
- キュアハッピー
- キュアサニー
- キュアピース
- キュアマーチ★
- キュアビューティ★

### その他シリーズ
カードキャプターさくら
- 友枝小学校制服
- バトルコスチューム
- 新バトルコスチューム

おジャ魔女どれみ
- 春風どれみ
- 藤原はづき
- 妹尾あいこ

おジャ魔女どれみ#
- 春風どれみ
- 藤原はづき
- 妹尾あいこ
- 瀬川おんぷ

も〜っと!おジャ魔女どれみ
- 春風どれみ
- 藤原はづき
- 妹尾あいこ
- 瀬川おんぷ
- 飛鳥ももこ

おジャ魔女どれみドッカ～ン!
- 春風どれみ
- 藤原はづき
- 妹尾あいこ
- 瀬川おんぷ
- 飛鳥ももこ
- ハナちゃん

神風怪盗ジャンヌ
- ジャンヌ

夢のクレヨン王国
- シルバー王女

ふしぎ魔法ファンファンファーマシィー
- ぽぷり

明日のナージャ
- エプロンドレス
- リボン帽子
- フラメンコドレス
- バレリーナドレス
- プリティーナージャドレス

ふしぎ星の☆ふたご姫
- ファイン（通常服）
- レイン（通常服）
- ロイヤルファインドレス
- ロイヤルレインドレス

## 商業での利用
- 主に元となっているアニメ作品のコマーシャル（特に変身アイテムなどのおもちゃのコマーシャル）やおともだちピンクなどの女児向け雑誌内コーナー（キャラクターのなりきり企画など）にて使用されている。なお、コマーシャルでは一般向けに発売されていない物が登場することがあり、Yes!プリキュア5GoGo!のCMでは実際には販売されていないキュアルージュの衣装が登場している。
- ナムコが直営している「プリキュアパーク・プリキュアなりきりスタジオ」では入場者にキャラリートキッズの衣装を着て楽しむことができるサービスが行われている。